# (5223) McSween
(5223) McSween est un astéroïde de la ceinture principale.

## Description
(5223) McSween est un astéroïde de la ceinture principale. Il fut découvert le 6 mars 1981 à Siding Spring par Schelte J. Bus. Il présente une orbite caractérisée par un demi-grand axe de 3,20 UA, une excentricité de 0,17 et une inclinaison de 17,0° par rapport à l'écliptique.

## Compléments